# دانيال شتاين (تمثيل صامت)
دانيال شتاين (بالإنجليزية: Daniel Stein)‏ هو تمثيل صامت أمريكي، ولد في 1952 في ميلواكي في الولايات المتحدة.